# Samson (Doubs)
Samson ist eine französische Gemeinde mit 70 Einwohnern (Stand: 1. Januar 2022) im Département Doubs in der Region Bourgogne-Franche-Comté.

## Geographie
Samson liegt auf 305 m, südlich von Quingey, etwa 24 Kilometer südsüdwestlich der Stadt Besançon (Luftlinie). Das Dorf erstreckt sich im westlichen Jura, auf einem Plateau östlich der Loue zwischen den Höhen des Bois du Peu im Westen und des Bois du Fay im Osten.
Die Fläche des 1,95 km² großen Gemeindegebiets umfasst einen Abschnitt des westlichen französischen Juras. Das gesamte Gebiet wird von einem Plateau eingenommen, das in einem breiten Talbecken der Loue zwischen den äußersten Höhenzügen des Juras auf ungefähr 300 m liegt. Es ist leicht nach Westen geneigt und wird im Norden durch die Talmulde des Bief de Caille begrenzt. Am östlichen Gemeinderand, am Fuß des Bois du Fay, wird mit 361 m die höchste Erhebung von Samson erreicht.
Nachbargemeinden von Samson sind Le Val mit Montfort im Norden, Ronchaux im Osten, Paroy im Süden sowie Brères im Westen.

## Geschichte
Im Mittelalter gehörte Samson zur Herrschaft Montfort. Zusammen mit der Franche-Comté gelangte das Dorf mit dem Frieden von Nimwegen 1678 an Frankreich.

## Bevölkerung
| Jahr                       | 1962 | 1968 | 1975 | 1982 | 1990 | 1999 | 2003 | 2016 |
| Einwohner                  | 50   | 47   | 33   | 48   | 70   | 68   | 61   | 92   |
| Quellen: Cassini und INSEE |      |      |      |      |      |      |      |      |

Mit 70 Einwohnern (Stand 1. Januar 2022) gehört Samson zu den kleinsten Gemeinden des Départements Doubs. Während des ganzen 20. Jahrhunderts pendelte die Einwohnerzahl stets im Bereich zwischen 33 und 70 Personen.

## Wirtschaft und Infrastruktur
Samson war bis weit ins 20. Jahrhundert hinein ein vorwiegend durch die Landwirtschaft (Ackerbau, Obstbau und Viehzucht) geprägtes Dorf. Daneben gibt es heute einige Betriebe des lokalen Kleingewerbes. Mittlerweile hat sich das Dorf auch zu einer Wohngemeinde gewandelt. Viele Erwerbstätige sind Wegpendler, die in den größeren Ortschaften der Umgebung ihrer Arbeit nachgehen.
Die Ortschaft ist verkehrstechnisch gut erschlossen. Sie liegt an der RN 83, die von Besançon nach Lons-le-Saunier führt. Weitere Straßenverbindungen bestehen mit Montfort und Brères.